# Oh, vilken härlig da'
Oh, vilken härlig dag är en sång skriven av Kenneth Gärdestad och Ted Gärdestad, samt framförd av Ted Gärdestad i den svenska Melodifestivalen 1973 där bidraget slutade på fjärde plats. Ted Gärdestad släppte inspelningen på singel i februari 1973 samt på albumet Ted samma år. På Svensktoppen gick låten in den 15 april 1973, på tionde plats, för att veckan därpå vara utslagen från listan.
I juli-augusti 2004 hade Jill Johnson en coverhit med låten, där singeln utkom den 30 april 2004 med en instrumentalversion som B-sida, som bäst nådde 37:e plats på den svenska singellistan. Denna inspelning har flitigt använts i ölmärket Pripps blås reklamfilmer.

## Låtlista

### Jill Johnson
1. Oh, vilken härlig dag - 3:46
2. Oh, vilken härlig dag (instrumentalversion) - 3:45

## Listplaceringar

### Jill Johnson
| Lista (2004) | Topplacering |
| ------------ | ------------ |
| Sverige      | 37.          |